# Digenethle cuprea
Digenethle cuprea är en skalbaggsart som beskrevs av Paul Norbert Schürhoff 1934. Digenethle cuprea ingår i släktet Digenethle och familjen Cetoniidae. Inga underarter finns listade i Catalogue of Life.